# Kabupaten Penajam Paser Utara
Kabupaten Penajam Paser Utara är ett kabupaten i Indonesien.   Det ligger i provinsen Kalimantan Timur, i den nordvästra delen av landet, 1 200 km öster om huvudstaden Jakarta. Antalet invånare är 142 922.